# Christian Drosten
Christian Heinrich Maria Drosten, född 1972 i Lingen i Niedersachsen i dåvarande Västtyskland, är en tysk virolog. Han forskar särskilt om nya virus och Coronaviruspandemin 2019–2021 har han varit rådgivare till tyska myndigheter och informerat allmänheten genom poddradio.
Christian Drosten växte upp på ett lantbruk i Gross Hesepe i Emsland. Han studerade först kemi och biologi i Dortmund och i Münster. Han övergick till läkarstudier 1994 vid Johann Wolfgang Goethe-Universität Frankfurt am Main med examen 2000. Drosten doktorerade vid Tyska Röda korsets institut för transfusionsmedicin och immunhematologi vid dess blodgivarcentrum för Hessen i Frankfurt am Main.
Från juni 2000 arbetade han för läkaren Herbert Schmitz på den virologiska avdelningen på Bernhard-Nocht-Institut für Tropenmedizin i Hamburg, där han ledde en forskningsgrupp för Molecular Diagnostics och initierade ett forskningsprojekt om molekylär diagnos av tropiska virussjukdomar. Från 2007 ledde han den  virologiska institutionen vid Universitätsklinikum Bonn och från 2017 är han chef för Institutionen för virologi på Charité i Berlin.
Christan Drosten är en av de forskare som gjorde tidiga framsteg beträffande det virus som orsakar sars, SARS-CoV. Tillsammans med Stephan Günther (född 1963) lyckades han 2003, några få dagar efter det att virus identifierats och före Centers for Disease Control and Prevention i Atlanta i USA, utveckla ett diagnostiskt test för det nyligen identifierade viruset. Han publicerade omedelbart resultatet i fråga om  sars på internet, långt innan artikeln utkom i New England Journal of Medicine i maj 2003. Bland annat tidskriften Nature hyllade honom för detta.
För viruset sars-cov-2 som orsakar covid-19, som först dök upp i december 2019, utvecklade Drostens forskargrupp ett test, som gjordes tillgängligt över hela världen i mitten av januari 2020.